# Coppelion
Coppelion (コッペリオン?, Kopperion) è una serie manga seinen scritta ed illustrata da Tomonori Inoue. La serie segue le vicende di tre studentesse modificate geneticamente per essere immuni alla radioattività e quindi poter operare nelle zone di incidenti nucleari. Una serie televisiva anime prodotta dalla GoHands è stata trasmessa in Giappone fra il 2 ottobre ed il 25 dicembre 2013.

## Trama
Nel 2016, un incidente nucleare capitato nei pressi di Odaiba costringe le autorità ad evacuare la città di Tokyo ormai completamente contaminata. Venti anni dopo, la metropoli giapponese è ormai diventata una città fantasma con un altissimo tasso di radioattività, che l'ha resa inavvicinabile ed isolata. Tuttavia segnali di aiuto continuano ad essere captati dalla città, e le forze di autodifesa giapponesi per venire incontro a questi appelli hanno addestrato una serie di adolescenti modificati geneticamente e denominati "Coppelion". Questi ragazzi hanno la capacità di resistere ad altissimi tassi di radioattività senza l'ausilio di maschere o tute protettive, oltre ad essere dotati di capacità fisiche ed intelligenza fuori dal comune, benché in misura variabile da soggetto a soggetto. 
La serie segue le vicende di tre coppelion della squadra medica, Ibara Naruse, Aoi Fukasaku e Taeko Nomura che durante una missione di salvataggio all'interno di Tokyo, vengono a conoscenza di un'organizzazione militarizzata e sovversiva che si muove all'interno della città abbandonata che si fa chiamare "Prima Divisione", ed attacca i superstiti e le squadre di soccorso, per vendicarsi del fatto di essere stati "abbandonati" dal governo. Al fianco della Prima Divisione si sono schierate anche le sorelle Ozu, due Coppelion dotate di poteri sovrannaturali che nutrono del rancore nei confronti di Ibara.

## Personaggi
Ibara Naruse (成瀬荊?, Naruse Ibara)
Doppiata da Haruka Tomatsu
Aoi Fukasaku (深作葵?, Fukasaku Aoi)
Doppiata da Kana Hanazawa
Taeko Nomura (野村タエ子?, Nomura Taeko)
Doppiata da Satomi Akesaka
Haruto Kurosawa (黒澤遥人?, Kurosawa Haruto)
Doppiato da Kenichi Suzumura
Kanon Ozu (小津歌音?, Ozu Kanon)
Doppiata da Yui Horie
Shion Ozu (小津詩音?, Ozu Shion)
Doppiata da Maaya Sakamoto
Onihei Mishima (三島鬼兵?, Mishima Onihei)
Doppiato da Rikiya Koyama
Mushanokōji (武者小路?, Mushanokōji)
Doppiato da Chafūrin

## Media

### Manga
Coppelion iniziò la sua serializzazione sulla rivista Young Magazine a partire dal 2008 fino al 7 maggio 2012, per proseguire sulla rivista Monthly Young Magazine dove continuò fino alla conclusione avvenuta il 20 febbraio 2016. Al 6 aprile 2016 tutti e ventisei i volumi della serie sono stati pubblicati da Kōdansha. Il terzo volume di Coppelion si è posizionato al 29º posto della classifica dei best seller di Oricon nella settimana dal 7 al 13 aprile 2009.

#### Volumi
| Nº | Data di prima pubblicazione | Data di prima pubblicazione | Data di prima pubblicazione |
| Nº | Giapponese                  | Giapponese                  |                             |
| -- | --------------------------- | --------------------------- | --------------------------- |
| 1  | 6 ottobre 2008              | ISBN 978-4-06-375572-5      |                             |
| 2  | 6 gennaio 2009              | ISBN 978-4-06-361749-8      |                             |
| 3  | 6 aprile 2009               | ISBN 978-4-06-361775-7      |                             |
| 4  | 6 luglio 2009               | ISBN 978-4-06-361807-5      |                             |
| 5  | 10 ottobre 2009             | ISBN 978-4-06-361830-3      |                             |
| 6  | 6 gennaio 2010              | ISBN 978-4-06-361857-0      |                             |
| 7  | 6 maggio 2010               | ISBN 978-4-06-361890-7      |                             |
| 8  | 6 settembre 2010            | ISBN 978-4-06-361930-0      |                             |
| 9  | 6 gennaio 2011              | ISBN 978-4-06-361992-8      |                             |
| 10 | 5 maggio 2011               | ISBN 978-4-06-382027-0      |                             |
| 11 | 5 agosto 2011               | ISBN 978-4-06-382062-1      |                             |
| 12 | 4 novembre 2011             | ISBN 978-4-06-382095-9      |                             |
| 13 | 6 febbraio 2012             | ISBN 978-4-06-382131-4      |                             |
| 14 | 5 maggio 2012               | ISBN 978-4-06-382170-3      |                             |
| 15 | 6 agosto 2012               | ISBN 978-4-06-382203-8      |                             |
| 16 | 6 novembre 2012             | ISBN 978-4-06-382234-2      |                             |
| 17 | 6 marzo 2013                | ISBN 978-4-06-382259-5      |                             |
| 18 | 5 luglio 2013               | ISBN 978-4-06-382316-5      |                             |
| 19 | 6 settembre 2013            | ISBN 978-4-06-382353-0      |                             |
| 20 | 6 dicembre 2013             | ISBN 978-4-06-382385-1      |                             |
| 21 | 6 giugno 2014               | ISBN 978-4-06-382475-9      |                             |
| 22 | 5 dicembre 2014             | ISBN 978-4-06-382537-4      |                             |
| 23 | 1º maggio 2015              | ISBN 978-4-06-382604-3      |                             |
| 24 | 6 novembre 2015             | ISBN 978-4-06-382699-9      |                             |
| 25 | 6 aprile 2016               | ISBN 978-4-06-382760-6      |                             |
| 26 | 6 aprile 2016               | ISBN 978-4-06-382761-3      |                             |

### Anime
Nel settembre 2010 il 40° numero della rivista Young Magazine annunciò che una serie televisiva anime, adattamento del manga, era in fase di produzione, ma a causa del disastro nucleare di Fukushima, avvenuto in seguito al terremoto e maremoto dell'11 marzo 2011, la produzione dell'anime fu sospesa. La produzione dell'anime fu successivamente ripresa nel 2013 e fu curata dallo studio GoHands. La serie TV andò in onda dal 2 ottobre al 25 dicembre 2013. L'anime fu trasmesso in simulcast anche in Asia lo stesso giorno della messa in onda giapponese dalla rete Animax Asia. I diritti per la distribuzione nel Nord America sono stati acquistati da Viz Media, che ha diffuso in streaming la serie tramite il suo servizio specializzato Viz Anime e ha messo in cantiere una pubblicazione per il mercato home video nel 2014.
In Italia i diritti sono stati acquistati da Dynit, che ha diffuso la serie in streaming in contemporanea alla trasmissione giapponese tramite Popcorn TV con sottotitoli in italiano. Gli episodi sono stati diffusi in simulcast dal 4 ottobre 2013 ogni venerdì alle ore 18:00 in alta definizione.
La sigla di apertura è Angel, mentre quella di chiusura è Tōku made (遠くまで? lett. Lontano). Entrambi i brani sono eseguiti dal gruppo musicale angela. Un secondo brano, Bye Bye All Right di angela, è stato utilizzato per il tredicesimo episodio.

#### Episodi
| Nº | Titolo italiano Giapponese 「Kanji」 - Rōmaji                    | In onda          | In onda          |
| Nº | Titolo italiano Giapponese 「Kanji」 - Rōmaji                    | Giapponese       | Italiano         |
| 1  | Bambole (COPPELION) 「人形 (コッペリオン)」 - Ningyo (Kopperion) | 2 ottobre 2013   | 4 ottobre 2013   |
| 2  | Il futuro 「未来」 - Mirai                                       | 9 ottobre 2013   | 11 ottobre 2013  |
| 3  | Speranza 「希望」 - Kibō                                         | 16 ottobre 2013  | 18 ottobre 2013  |
| 4  | Il sole del tramonto 「夕陽」 - Yūhi                             | 23 ottobre 2013  | 25 ottobre 2013  |
| 5  | Vita 「生命」 - Seimei                                           | 30 ottobre 2013  | 1º novembre 2013 |
| 6  | Pianeta 「惑星」 - Wakusei                                       | 6 novembre 2013  | 8 novembre 2013  |
| 7  | Haruto 「遥人」 - Haruto                                         | 13 novembre 2013 | 15 novembre 2013 |
| 8  | Sorelle 「姉妹」 - Shimai                                        | 20 novembre 2013 | 22 novembre 2013 |
| 9  | Diversivo 「陽動」 - Yōdō                                        | 27 novembre 2013 | 29 novembre 2013 |
| 10 | Essere umano 「人間」 - Ningen                                   | 4 dicembre 2013  | 6 dicembre 2013  |
| 11 | Risveglio 「覚醒」 - Kakusei                                     | 11 dicembre 2013 | 13 dicembre 2013 |
| 12 | Promessa 「約束」 - Yakusoku                                     | 18 dicembre 2013 | 20 dicembre 2013 |
| 13 | Angelo 「天使」 - Tenshi                                         | 25 dicembre 2013 | 10 gennaio 2014  |